# سعر الوحدة
متوسط سعر المنتج أو سعر الوحدة (بالإنجليزية: Unit price)‏ نتيجة قسمة إجمالي إيرادات مبيعات المنتج على إجمالي الوحدات المُباعة. عندما يُباع منتج واحد في متغيرات مثل أحجام الزجاجات، يجب على المديرين تحديد وحدات قابلة للمقارنة. يمكن حساب متوسط الأسعار من خلال ترجيح أسعار بيع الوحدات المختلفة باستخدام النسبة المئوية لمبيعات الوحدة (المزيج) لكل متغير منتج. إذا استخدمنا معياراً وليس مزيجاً فعلياً من الأحجام وأنواع المنتجات فإن النتيجة هي السعر لكل وحدة إحصائية. تسمى الوحدات الإحصائية أيضًا بالوحدات المكافئة.
يحتاج المسوقون الذين يبيعون نفس المنتج إلى متوسط السعر لكل وحدة وأسعار كل وحدة إحصائية في حزم أو أحجام أو أشكال أو تكوينات مختلفة بمجموعة متنوعة من الأسعار المختلفة. كما هو الحال في تحليلات القنوات المختلفة يجب أن تنعكس هذه الاختلافات في المنتج والسعر بدقة في متوسط الأسعار الإجمالي. مثلاً إذا ظل سعر كل متغير منتج ثابت لكن كان هناك تحول في مزيج الحجم المباع، فإن متوسط السعر لكل وحدة سيتغير، ولكن السعر لكل وحدة إحصائية لن يتغير. كلا هذين المقياسين لهما قيمة في تحديد تحركات السوق. في دراسة استقصائية لما يقرب من 200 من كبار مديري التسويق أجاب 51 بالمائة أنهم وجدوا أن مقياس «متوسط السعر لكل وحدة» مفيد جداً في إدارة ومراقبة أعمالهم، بينما وجد 16٪ فقط أن «السعر لكل وحدة إحصائية» مفيد جداً.
في البيع بالتجزئة يكون سعر الوحدة هو سعر وحدة قياس مفردة لمنتج يُباع في وحدة واحدة تزيد أو تقل عن ذلك. يخبرك «سعر الوحدة» بالتكلفة لكل رطل أو ربع لتر أو أي وحدة أخرى من وزن أو حجم عبوة طعام وهو سعر عادة ما يُعلق على أسفل رف المعروضات. تعرض علامة الرف السعر الإجمالي (سعر العنصر) وسعر الوحدة (سعر الوحدة) للمادة الغذائية. تشير الأبحاث إلى أن معلومات سعر الوحدة في محلات السوبر ماركت يمكن أن تساعد المتسوقين إلى توفير حوالي 17-18٪ إذا تعلموا طريقة استعمالها، ولكن هذا الرقم ينخفض بمرور الوقت.
سعر الوحدة هو أيضًا طريقة تقييم للمشترين الذين يشترون بالجملة. يسعى المشتري لشراء 10000 عنصر من مُنتج معروض [الإنجليزية]. يقدم بائع عرض من 1000 عنصر مجمعة معاً مقابل 5000 دولار. يقدم بائع ثان 5000 عنصر معاً مقابل 25000 دولار. يقدم بائع ثالث 500 عنصر مجمعة معاً مقابل 2000 دولار. يمكن لجميع البائعين الثلاثة تقديم ما مجموعه 10000 للمشتري. يقدم البائع الأول أدوات بسعر 5 دولارات للوحدة. يقدم البائع الثاني أدوات بسعر 5 دولارات للوحدة. يقدم البائع الثالث أدوات بسعر 4 دولارات. يستخدم المشتري سعر الوحدة لتقييم الحزم التي يقدمها كل من البائعين الثلاثة ووجد أن البائع الثالث يقدم أدوات بأفضل قيمة وأفضل سعر.
سعر الوحدة هو شكل شائع من التقييم في عقد البيع للبضائع المباعة في الشراء بالجملة.
سعر الأسهم للأوراق المالية هو شكل من أشكال سعر الوحدة لأن الأوراق المالية بما في ذلك الأسهم تُباع في كثير من الأحيان بكميات كبيرة تتكون من العديد من الوحدات.
غالبًا ما يستخدم سعر الوحدة أيضاً في تجارة السلع.